# Einflussmatrix
Die Einflussmatrix ist eine Grundlage zur übersichtlichen – aber dennoch wirklichkeitsgerechten – Abbildung komplexer Zusammenhänge und kann dadurch einem Unternehmen oder jeglicher Form von Organisation in den Bereichen strategischer Planung und „strategischen Controllings“ als wichtiges Entscheidungsinstrument dienen, um die Möglichkeiten von Lenkungseingriffen (Steuerungsinterventionen) und deren Auswirkungen auf das betrachtete Gesamtsystem abzuschätzen. Die auch in anderen Bereichen Anwendung findende Grundidee geht dabei auf den „Vester'schen Papiercomputer“ zurück.

## Einordnung der Einflussmatrix in das Konzept des „vernetzten Denkens“
Die Einflussmatrix ist während der Analysephase des strategischen Planungsprozesses ein Element des Konzeptes des „Vernetzten Denkens“, das sich durch seinen ganzheitlichen Ansatz von den rein monokausalen Wenn-dann-Hypothesen des „linearen Denkens“ abgrenzt. Auch die Ausarbeitungen der Schweizer Ökonomen Peter Gomez und Gilbert Probst zu diesem Thema gründen wesentlich auf den Überlegungen von Vester.

## Die zur Erstellung der Einflussmatrix notwendigen Schritte
- Tabellarische Erstellung des Netzgraphen und Bildung der kumulierten Einfluss- und Beeinflussungsstärken
- Graphische Abbildung des zu beschreibenden Systems als Relationen mit den Einflussfaktoren als Knoten, in die in einem späteren Schritt auch die Einflüsse (Wirkungsrichtungen) als gerichtete und gewichtete Kanten in Form von Pfeilen eingetragen werden können.

Schema der Datenbasis zur Erstellung der tabellarischen Einflussmatrix
Schema des 1. graphischen Auswertungsdiagramms einer Einflussmatrix

- Unter Beschränkung auf etwa zehn wichtigste Einflussfaktoren erhält man auf diese Weise die graphische Einflussmatrix als 1. Auswertungsdiagramm, in die hier exemplarisch ein Einflussfaktor eingetragen wurde.

## Interpretation der Einflussmatrix
Die in die Einflussmatrix eingetragenen Einflussfaktoren lassen sich nun anhand ihrer Lage folgendermaßen klassifizieren:
Aktive Einflussfaktoren
Die im rechten unteren Quadranten befindlichen Einflussfaktoren haben einen starken Einfluss auf die anderen Größen, lassen sich selbst aber nur unzureichend verändern.
Passive Einflussfaktoren
Die im linken oberen Quadranten angesiedelten Einflussfaktoren besitzen hingegen nur eine geringe Einflussstärke, lassen sich aber selbst leicht beeinflussen. Sie sind also vornehmlich passiv.
Kritische Einflussfaktoren
Im rechten oberen Quadranten befinden sich die am stärksten vernetzten Einflussfaktoren. Diese sind sowohl aktiv als auch passiv und wirken damit maßgeblich auf das Systemverhalten ein, wobei sie auch selbst starken Veränderlichkeiten unterworfen sind. Ihnen muss daher bei der strategischen Planung im Unternehmen aufgrund ihrer Bedeutung besondere Aufmerksamkeit zukommen.
Träge Einflussfaktoren
Der linke untere Quadrant weist insgesamt eine schwache Vernetzung auf, wodurch die dort eingeordneten Einflussfaktoren weder aktiv noch passiv nennenswerte Auswirkungen auf das Systemverhalten haben.

### Erstellung der Einflussmatrix
Im Folgenden soll das Konzept der Einflussmatrix exemplarisch anhand des globalen Reismarktes veranschaulicht werden. Die auf diesem Markt agierenden Unternehmen sehen sich mit einer wachsenden Anzahl von Einflussfaktoren und einer dadurch steigenden Komplexität der Zusammenhänge konfrontiert, die es im Rahmen des strategischen Planungsprozesses im Unternehmen zu analysieren gilt. Zur Erstellung der Einflussmatrix für den globalen Reismarkt müssen zunächst die Kausalitäten und Stärken der Zusammenhänge zwischen den verschiedenen Einflussfaktoren ermittelt werden. Anschließend erfolgt die graphische Darstellung der Ergebnisse einer solchen Marktanalyse mittels des oben beschriebenen Netzwerkes mit den Einflussfaktoren als Knoten und den Einflüssen als gerichteten und gewichteten Kanten. Auf die Betrachtung der zeitlichen Abhängigkeiten und die Darstellung des Netzgraphen wird hier zum Zwecke der Vereinfachung bewusst verzichtet.
Wie oben beschrieben, erfolgt im nächsten Schritt die tabellarische Erstellung des Netzgraphen und die Bildung der kumulierten Einflussstärken/Beeinflussbarkeiten nach folgendem Schema:

Datenbasis der Einflussmatrix des globalen Reismarktes

Aus dieser tabellarischen Darstellung wird im nächsten Schritt das Auswertungsdiagramm der Einflussmatrix für den globalen Reismarkt entwickelt:

Einflussmatrix des globalen Reismarktes

### Interpretation ausgewählter Einflussfaktoren
Zur Interpretation der Einflussmatrix sollen nun – stellvertretend für alle vier charakteristischen Lagen des oben vorgestellten Klassifikationsschemas – je ein in der Matrix eingetragener Einflussfaktor näher erläutert werden.

#### Reispreis
Der Reispreis stellt den kritischsten und am stärksten vernetzten Einflussfaktor dar. Aus diesem Grund muss diesem Einflussfaktor im strategischen Planungsprozess eines in der Reisbranche tätigen Unternehmens besonders Rechnung getragen werden. Wie oben im Netzgraphen ersichtlich, wird der Reispreis insbesondere vom Ölpreis, von der Erntemenge und -ertrag, von der Höhe der Lagerbestände und von der Exportpolitik reisexportierender Staaten beeinflusst. Analysen zur Reiskrise des Jahres 2008 sehen vordergründig Exportrestriktionen reisexportierender Staaten – wie z. B. China, Indien, Indonesien und Vietnam – als Ursache der Krise an. Um den heimischen Markt vor Preiserhöhungen zu schützen, schränkten diese Staaten Ende 2007 / Anfang 2008 ihre Reisexporte stark ein. Zur gleichen Zeit versuchten reisimportierende Staaten, wie z. B. die Philippinen, in Erwartung steigender Preise ihre Lager durch massive Zukäufe aufzustocken Dies hatte eine Reduktion des Angebots und einen Anstieg der Nachfrage von Reis im globalen Markt zur Folge, wodurch der Reispreis stark anstieg. Durch den hohen Ölpreis und schlechte Witterungsbedingungen stiegen gleichzeitig die Produktionskosten der Landwirte, was wiederum negative Effekte auf Erntemenge und -ertrag und damit auf das Reisangebot hatte.
Auch die zunehmende Nutzung biogener Brennstoffe und die damit einhergehende Nutzung von Ackerland für Energiepflanzen beeinflusst die Anbaumöglichkeiten von Reis und damit den Reispreis. Allerdings ist nach eingehenden Analysen zu diesem Thema der negative Effekt auf den Reisanbau nicht so groß wie bei anderen Nahrungsmitteln, z. B. Getreide oder Weizen.

#### Ölpreis
Der Ölpreis lässt sich als aktiver Einflussfaktor charakterisieren. Er hat einen großen Einfluss auf den globalen Reismarkt, lässt sich aber selbst nicht gut beeinflussen. Der Ölpreis hat dabei eine große Auswirkung auf den Reispreis, die Nutzung biogener Brennstoffe, die in Rohstoffmärkten tätigen Spekulanten und den Weizenpreis. Außerdem muss der Zusammenhang zwischen Ölpreis und Produktionskosten der Landwirte beachtet werden: bei steigendem Ölpreis erhöhen sich die Kraftstoffkosten wesentlich, was auch wiederum Auswirkungen auf die von den Landwirten eingesetzten Anbaumethoden nach sich zieht.

#### Weizenpreis
Als passiver Einflussfaktor hat der Weizenpreis eine vergleichsweise geringe Einflussstärke auf die wesentlichen Determinanten des globalen Reismarkts, wird aber von den anderen Faktoren stark beeinflusst. Einen beachtenswerten Einfluss hat der Weizenpreis auf den Reispreis, weshalb dem Weizenpreis im strategischen Planungsprozess eines in der Reisbranche tätigen Unternehmens eine erhöhte Aufmerksamkeit geschenkt werden sollte. Der hohe Weizenpreis in Verbindung mit wetterbedingten Ernteausfällen war eine der Ursachen für die von Indien verhängten Exportrestriktionen auf Reis im Jahre 2008, welche eine Sicherstellung des Nahrungsangebots in den heimischen Märkten als Ziel hatten.

#### Produktionskosten der Landwirte
Die Produktionskosten der Landwirte haben einen vergleichsweise geringen Einfluss auf die anderen Größen im System und bieten selbst nur eine geringe Möglichkeit der Einflussnahme. Sie sind also ein träger Einflussfaktor. Allerdings muss auch diesem Faktor im strategischen Planungsprozess eines Unternehmens Rechnung getragen werden, da die Produktionskosten der Landwirte eine wichtige Determinante des Ernteertrags und der möglichen Anbaumethoden sind.